# Aïmonas
Aïmonas ou Aḯmonas, en grec moderne : Αΐμονας, est un village du dème de Mylopótamos, en Crète, en Grèce. Selon le recensement de 2011, la population d'Aïmonas compte 215 habitants. Il est situé à une altitude de 400 m et à une distance de 48 km de Réthymnon.

## Recensements de la population
| Recensements | 1900 | 1928 | 1940 | 1951 | 1961 | 1971 | 1981 | 1991 | 2001 | 2011 |
| ------------ | ---- | ---- | ---- | ---- | ---- | ---- | ---- | ---- | ---- | ---- |
| Population   | 227  | 266  | 369  | 402  | 401  | 360  | 269  |      | 355  | 215  |